# Таджицька Автономна Радянська Соціалістична Республіка
Таджицька Автономна Радянська Соціалістична Республіка (тадж. Çumhūrijati Sūsiolistiji Şūraviji Muxtori Toçikston, Ҷумҳурияти Сӯсиолистии Шӯравии Мухтори Тоҷикистон) — автономна радянська соціалістична республіка у складі Узбецької РСР, що існувала у 1924—29 роки.

## Загальні дані
Територіально Таджицька Автономна Радянська Соціалістична Республіка охоплювала межі сучасної центральноазійської держави Республіка Таджикистан, адміністративно — була складовою Узбецької РСР.
Станом на 1926 рік у Таджицькій АРСР проживало 827,1 тисяч осіб. Етнічний склад населення країни був наступним:
- таджики — 74,6 %;
- узбеки — 21,2 %;
- киргизи — 1,4 %.

## Історія
Таджицька Автономна Радянська Соціалістична Республіка була утворена 14 жовтня 1924 року внаслідок національно-державного розмежування радянських республік Середньої Азії під час розподілу Туркестанської АРСР та Бухарської РСР (короткотерміновий — протягом вересня-жовтня 1924 року наступник Бухарської Народної Радянської Республіки).
У листопаді 1924 року як найвищий орган влади у новоствореній АРСР було створено Революційний комітет Таджицької АРСР.
У січні 1925 року в Таджицьку АРСР увійшла Особлива Памірська область (у грудні того ж року перейменована у Горно-Бадахшанську автономну область).
Північні райони сучасного Таджикистану увійшли до складу Узбецької РСР і 1926 року були об'єднані в Ходжентський округ.
У 1926 році після майже остаточної перемоги над басмацтвом пройшли вибори до Рад.
У 1929 році Ходжентський округ увійшов до складу Таджицької АРСР. І нарешті 16 жовтня того ж (1929) року було створено Таджицьку РСР. Як союзна республіка до складу СРСР остання увійшла за півтора місяця по тому — 5 грудня 1929 року.